# 东方叶䗛
东方叶䗛（学名：Phyllium siccifolium）叶竹节虫科（叶䗛科）叶䗛属的一种，主要分布于巴布亚新几内亚、印度尼西亚、菲律宾、越南、泰国、马来西亚、印度、毛里求斯、塞舌尔等地，在中国海南、广西、江西等地曾有发现。